# Hotel Prince de Ligne
Hotel Prince de Ligne je rozlehlý dům čp. 136/8 na Zámeckém náměstí v severočeských Teplicích v Ústeckém kraji, zapsaný od roku 1964 jako kulturní památka v Ústředním seznamu nemovitých kulturních památek České republiky. Budova hotelu Prince de Ligne je součástí městské památkové zóny Teplice, vyhlášené 10. září 1992.

## Historie
Luxusní empírový lázeňský hotel Prince de Ligne byl postaven na Zámeckém náměstí v Teplicích v roce 1824 na místě dvou starších domů „Zlatá trojka“ a „U tří bažantů“. Hotel byl pojmenován po Charlesi Josephovi de Lamoral, 7. knížeti de Ligne (titul zdědil v roce 1766 po smrti svého otce), který byl tchánem tehdejšího teplického majorátního pána Jana Nepomuka z Clary-Aldringenu.

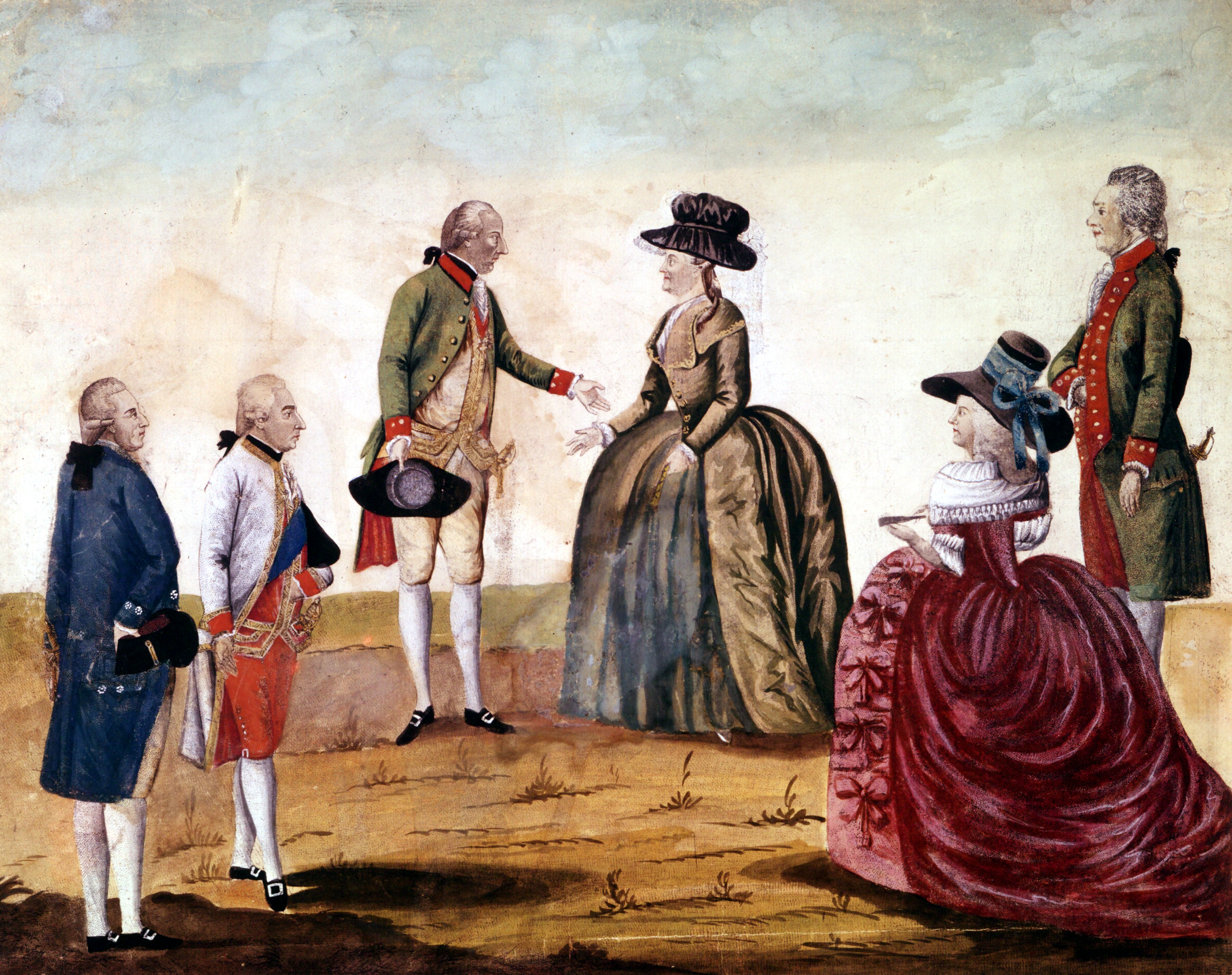
Setkání císaře Josefa II. s ruskou carevnou Kateřinou II. Na obraze druhý zleva Charles Joseph de Ligne

Kníže Charles Joseph de Ligne byl důstojník, účastník Sedmileté války, diplomat a spisovatel belgického původu, který působil ve službách Habsburské monarchie. Pocházel ze starého flanderského šlechtického rodu, sídlící na území, které se po Utrechtském míru v roce 1713 stalo územně správním útvarem Habsburské monarchie, známým jako Rakouské Nizozemí. 
Když se na přelomu 80. a 90. let 18. století Charles Joseph de Ligne odmítl zapojit do osvobozovacích bojů ve Flandrech, byl mu tam následně zabaven rodinný majetek. Charles de Ligne, který byl blízkým přítelem rakouského císaře Josefa II., pak trávil poslední léta svého života střídavě ve Vídni a v Teplicích. Kníže de Ligne se mj. přátelil také s baronkou Anne Louise Germaine de Staël-Holstein, známou jako Madame de Staël, která v době, kdy byla pronásledována, hledala azyl v Teplicích.  Za Charlesem Josephem de Ligne zajížděl do Teplic i další z jeho přátel Giacomo Casanova, který působil na nedalekém duchcovském zámku jako knihovník.
Luxusní hotel byl vyhledáván nejvýznamnějšími osobnostmi své doby. Například v roce 1835 se v hotelu Prince de Ligne konala schůzka představitelů Pruska, Rakouska a Ruska, reprezentujících na nejvyšší úrovni spojenectví Svaté aliance. Na tomto jednání, které se uskutečnilo u příležitosti slavnostního položení základního kamene k ruskému pomníku bitvy u Chlumce, se sešli rakouský císař František I. s manželkou Marií Ludovikou, ruský car Mikuláš I. s velkokněžnou Olgou, pruský král Fridrich Vilém III., saský král Antonín Saský a další hosté, arcivévodové a knížata.
Hotel sloužil svému účelu až do doby po skončení druhé světové války. V druhé polovině 20. století byl využíván k různým nevhodným účelům a bez patřičné údržby zcela zchátral. V roce 1986 byla zahájena rekonstrukce objektu, při níž bylo z původní budovy zachováno prakticky jen průčelí, obrácené směrem do náměstí a do ulice U Bílinské brány. Od počátku 90. let 20. století budova opět plní funkci luxusního lázeňského hotelu.

## Popis

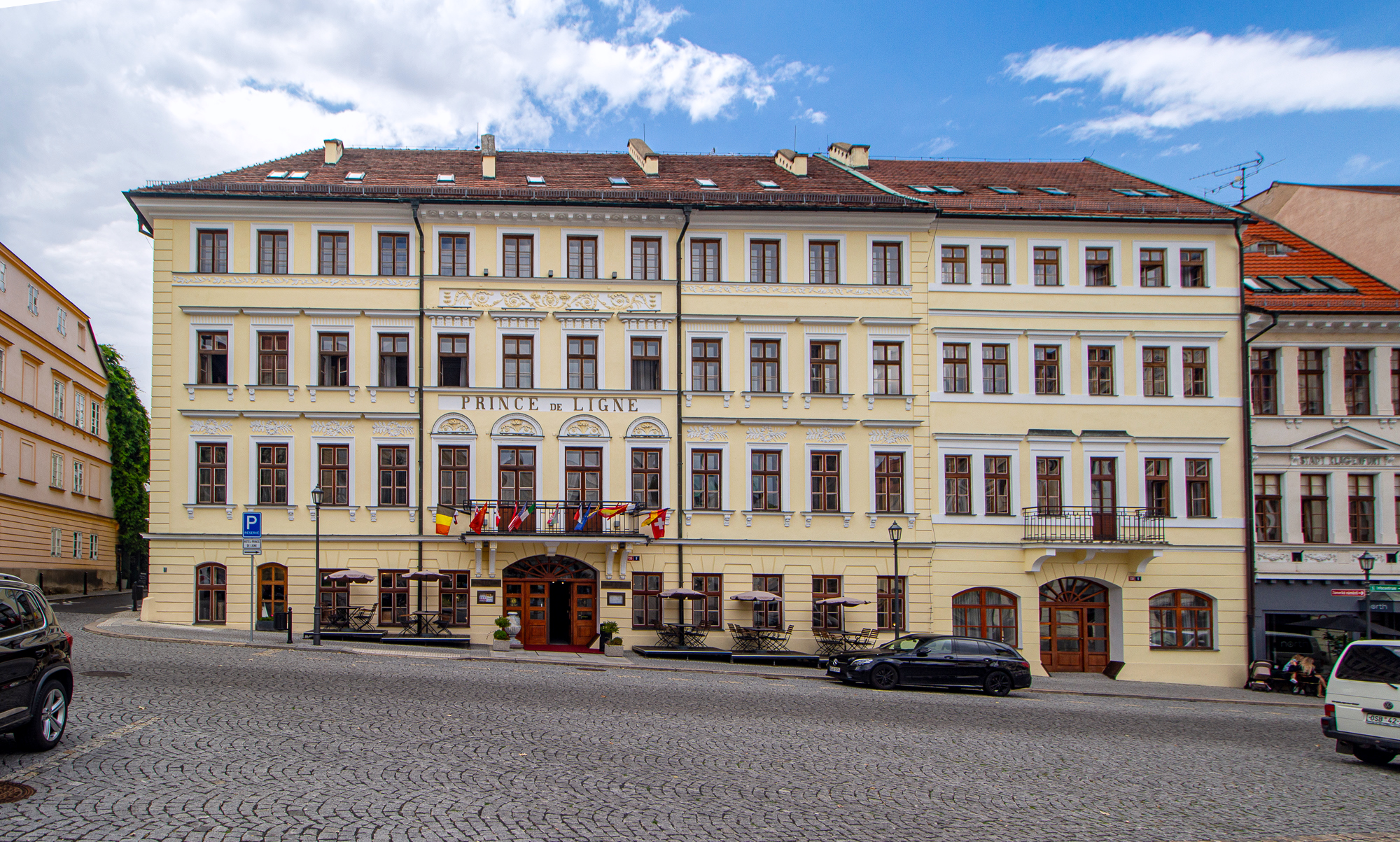
Hotel Prince de Ligne, spojené budovy čp. 136 a 138 na Zámeckém náměstí v Teplicích

Objekt čp. 136 je výstavná třípatrová budova na západní straně Zámeckého náměstí, stojící na rohu náměstí a ulice U Bílinské brány, která je pokračováním ulice Čs. dobrovolců. V přízemí má budova sedm okenních os, v patrech je okenních os osm. Přízemí, zvedající se z kamenného soklu, tvořeného pískovcovými deskami, je zdobené pásovými rustikami. Okna v prvním patře mají půlkruhové nadokenní římsy, okna v druhém patře římsy rovné a okna ve třetím patře jsou bez říms. Ve výplních nad okny jsou ozdobné ornamenty. Nad vstupním půlkruhovým portálem v průčelí budovy je v prvním patře na konzolách umístěn balkón. Průčelí je zakončeno profilovanou korunní římsou. Místnosti uvnitř hotelu mají ploché stropy, střední sál, který se nachází v patře, má stěny vyzdobené malbami. Přímo naproti hotelu, jen několik metrů od jeho průčelí, stojí uprostřed západní části Zámeckého náměstí impozantní barokní sloup Nejsvětější Trojice.Tento sloup, který pochází z dílny Matyáše Bernarda Brauna, zde byl vztyčen v roce 1718.

### Vlastnictví
Jako vlastník nemovitosti čp. 136 na parcele č. 218/1 (stav z konce ledna 2021) je uváděná firma Hotel Prince de Ligne s.r.o., Zámecké náměstí 136/8, 41501 Teplice, se základním kapitálem 45,5 milionů korun. Dle katastru nemovitostí ČÚZK této firmě patři také navazující objekt čp. 138 na parcele 219/1 a přilehlá zadní parcela č. 218/3. Ačkoli je dům čp. 136/8 zapsaný v evidenci Národního památkového ústavu jako kulturní památka, v katastru nemovitostí je u zmíněného objektu poznámka, že „nejsou evidovány žádné způsoby ochrany“. Jako jednatel firmy Hotel Prince de Ligne s.r.o je od 18. července 2016 zapsán severočeský politik Ing. Petr Benda, původně člen ČSSD, který se později angažoval v dalších politických subjektech v Ústeckém kraji.